# Maladie animale
Les maladies animales sont des maladies touchant les animaux. Il peut s'agir d'une maladie génétique, d'une maladie dégénérative, d'une maladie infectieuse (ou zoonose) ou d'une tumeur animale.
Les maladies animales sont étudiées par la pathologie animale et traitées par la médecine vétérinaire. Elles sont étudiées également par la pathologie expérimentale.